# Liste des évêques et archevêques de Bologne
Cette liste recense les évêques et archevêques du diocèse de Bologne fondé au IIIe siècle devenu archidiocèse le 10 décembre 1582. Trois évêques et trois archevêques de Bologne sont élus papes : Innocent VII, Nicolas V, Jules II (évêques) et Grégoire XV, Benoît XIV et Benoît XV (archevêques).

## Évêques
- Giovanni Nasio vers 1359[1],[2].

- Antonio Correr † (31 mars 1407 - 2 novembre 1412 )
- Giovanni di Michele, O.S.B. † (1412 - 5 janvier 1417 )
- Niccolò Albergati, O.Cart. † (4 janvier 1417 - 9 mai 1443 )
  - Ludovico Trevisano (ou Scarampi) † (9 mai 1443 - 1444 ) (administrateur apostolique)
- Nicolò Zanolini, C.R.L. † (1444 - 18 mai 1444 )
- Tomaso Parentucelli † (27 novembre 1444 - 6 mars 1447 )
- Giovanni del Poggio † (22 mars 1447 - 15 décembre 1447)
- Filippo Calandrini † (18 décembre 1447 - 18 juillet 1476)
  - Francesco Gonzaga † (26 juillet 1476 - 21 octobre 1483 ) (administrateur apostolique)
- Cardinal Giuliano della Rovere (3 novembre 1483-20 septembre 1499) (puis pape Jules II)
- Giovanni Stefano Ferreri (24 janvier 1502-5 octobre 1510)
- (Cardinal Francesco Alidosi (administrateur apostolique: 18 octobre 1510 - 24 mai 1511)
- Cardinal Achille Grassi (24 mai 1511-22 novembre 1523)
- Cardinal Lorenzo Campeggio (2 décembre 1523-1525)
- (Cardinal Andrea della Valle (administrateur apostolique: 20 décembre 1525 - 19 mars 1526)
- Cardinal Alessandro Campeggio (1526-6 mars 1553)
- Giovanni Campeggi (it) (6 mars 1553-7 septembre 1563)
- (Cardinal Rannucio Farnese (administrateur apostolique: 17 juillet 1564-28 octobre 1565)

## Archevêques
- Cardinal Gabriele Paleotti (10 février 1566-23 juillet 1597) (1er archevêque le 10 décembre 1582)
- Alfonso Paleotti (de) (23 juillet 1597-1610)
- Cardinal Scipione Caffarelli-Borghese (25 octobre 1610-2 avril 1612)
- Cardinal Alessandro Ludovisi (12 mars 1612-9 février 1621) (élu pape Grégoire XV)
- Cardinal Ludovico Ludovisi (29 mars 1621-18 novembre 1632)
- Cardinal Girolamo Colonna (24 novembre 1632-1645)
- Cardinal Niccolo Albergati-Ludovisi (6 février 1645-1651)
- Cardinal Girolamo Boncompagni (11 décembre 1651-24 janvier 1684)
- Cardinal Angelo Maria Ranuzzi (17 mai 1688-27 septembre 1689)
- Cardinal Giacomo Boncompagni (15 avril 1690-24 mars 1731)
- Cardinal Prospero Lorenzo Lambertini (30 avril 1731-17 août 1740) (élu  pape Benoît XIV)
- Cardinal Vincenzo Malvezzi Bonfioli (14 janvier 1754-3 décembre 1775)
- Cardinal Andrea Gioannetti (15 décembre 1775-8 avril 1800)
- Cardinal Carlo Oppizzoni (20 septembre 1802-31 mai 1831)
- Cardinal Michele Viale-Prelà (28 septembre 1855-15 mai 1860)
- Cardinal Filippo Guidi (21 décembre 1863-12 novembre 1871)
- Cardinal Carlo Luigi Morichini (24 novembre 1871-22 décembre 1876)
- Cardinal Lucido Parocchi (12 mars 1877-28 juin  1882)
- Cardinal Francesco Battaglini (3 juillet 1882-8 juillet 1892)
- Cardinal Serafino Vannutelli (16 janvier 1893-12 juin  1893)
- Cardinal Domenico Svampa (21 mai 1894-10 août 1907)
- Cardinal Giacomo della Chiesa (18 décembre 1907-3 septembre 1914) (élu pape Benoît XV)
- Cardinal Giorgio Gusmini (8 septembre 1914-24 août 1921)
- Cardinal Giovanni Nasalli Rocca di Corneliano (21 novembre 1921-13 mars 1952)
- Cardinal Giacomo Lercaro (19 avril 1952-12 février 1968)
- Cardinal Antonio Poma (12 février 1968-11 février 1983)
- Enrico Manfredini (it) (18 mars 1983-16 décembre 1983)
- Cardinal Giacomo Biffi (19 avril 1984-16 décembre 2003)
- Cardinal Carlo Caffarra (16 décembre 2003-27 octobre 2015)
- Cardinal Matteo Maria Zuppi (depuis le 27 octobre 2015)